# Liam Davison (pisarz)
Liam Davison (ur. 29 lipca 1957 w Melbourne, zm. 17 lipca 2014 w Hrabowe na Ukrainie) – australijski powieściopisarz.
Był laureatem nagrody National Book Council’s Banjo Award for Fiction z 1993 r., a także został nominowany do The Age Book of the Year Award i Victorian Premier’s Literary Award. Od 2007 r., pracował jako nauczyciel kreatywnego pisania w Instytucie Chisholm we Frankston. Zginął razem z żoną w katastrofie lotu Malaysia Airlines 17 w dniu 17 lipca 2014 na Ukrainie.

## Dzieła
- The Velodrome (1988)
- The Shipwreck Party (opowiadanie, 1988)
- Soundings (1993)
- The White Woman (1994)
- The Betrayal (2001)
- Collected Stories (2001)
- The Spirit of Australia (z Jimem Conquestem)